# سیم تیغ‌دار

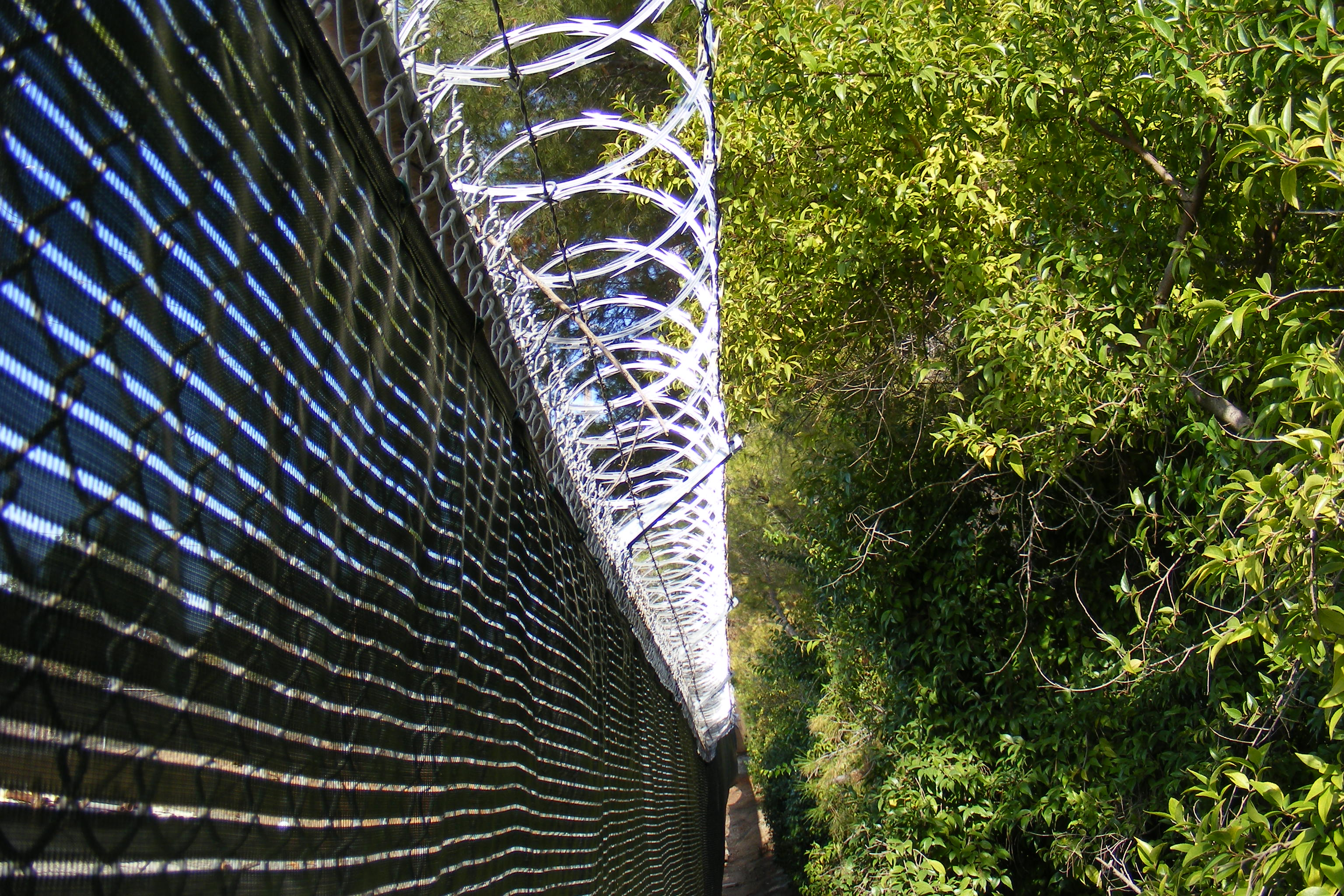
نمنه‌ای از سیم تیغ‌دار، برای حفظ حریم خصوصی اطراف یک پست برق شهری

سیم تیغ‌دار (انگلیسی: Razor wire) نوار خاردار یا سیم تیغه‌ای، توری از نوارهای فلزی با لبه‌های تیز است که هدف آن جلوگیری از ورود غیرمجاز انسان‌ها یا ایمن‌سازی تأسیساتی مانند زندان‌ها است که در آن‌ها خطر فرار وجود دارد. اصطلاح «سیم تیغ‌دار»، به دلیل استفاده طولانی، عموماً برای توصیف محصولات نوار خاردار استفاده شده است. سیم تیغ‌دار بسیار تیزتر از سیم خاردار استاندارد است. این سیم به دلیل ظاهرش نامگذاری شده است، اما تیز نیست. نوک‌های آن بسیار تیز هستند و برای پاره کردن و گیر کردن لباس و گوشت ساخته شده‌اند.
تیغه‌های متعدد حصار سیم تیغ‌دار به گونه‌ای طراحی شده‌اند که بریدگی‌های جدی به هر کسی که سعی در بالا رفتن از آن یا عبور از آن دارد، وارد کنند، که همزمان یک اثر بازدارندگی روانی قوی به آن می‌دهد. با این حال، انسان‌ها می‌توانند با استفاده از ابزار (مانند قیچی آهن‌بر) نسبتاً سریع از آن عبور کنند. تلاش برای عبور از سیم تیغ‌دار بدون ابزار فوق‌العاده خطرناک است و به زمان قابل توجهی نیاز دارد. خنثی کردن چنین تلاش‌هایی یا دادن زمان بیشتر به نیروهای امنیتی مربوطه برای واکنش است.